# Eigentrilling
Een eigentrilling is een trilling die een lichaam kan uitvoeren nadat de evenwichtstoestand is verbroken en het lichaam aan zichzelf wordt overgelaten. De bijbehorende frequentie wordt een eigenfrequentie genoemd. Voor een slinger, bestaande uit met een massa m aan een niet-rekbaar touw met lengte l, wordt de eigenfrequentie f0 gegeven door:
{\displaystyle f_{0}={\frac {1}{2\pi }}{\sqrt {\frac {g}{l}}}},
met {\displaystyle g} de gravitatieversnelling.
Bij een slinger is de eigenfrequentie dus niet afhankelijk van de massa van het lichaam. Als het een veer met veerconstante k betreft, wordt deze vergelijking:
{\displaystyle f_{0}={\frac {1}{2\pi }}{\sqrt {\frac {k}{m}}}}
De eigenfrequenties spelen een grote rol bij resonantie.

## Grondtonen en boventonen
Het begrip eigentrilling speelt voornamelijk in de muziek een rol. Een snaar die aan de einden is vastgeklemd, voert meestal een gecompliceerde trillende beweging uit, die een combinatie is van een groot aantal eigentrillingen (grondtoon en boventonen van de snaar). De bijbehorende eigenfrequenties verhouden zich als 1 : 2 : 3 enzovoort. Zij vormen dus een harmonische reeks.
Hetzelfde geldt voor de eigentrillingen van een luchtkolom in een aan beide kanten open buis. In beide gevallen blijven bij een eigentrilling enkele punten in rust: de knopen. Een trillende plaat voert eigentrillingen uit waarbij op bepaalde lijnen alle punten in rust blijven: de knooplijnen (zogenaamde Chladni-patronen). Het grote aantal eigenfrequenties vormt geen harmonische reeks. Bij de eigentrillingen van een bol komen knoopvlakken voor.